# Piliocolobus gordonorum
El colobo rojo de Udzungwa (Piliocolobus gordonorum), es una especie de primate catarrino perteneciente a la familia Cercopithecidae. Es endémico en los bosques fluviales y montañosos de la montañas Udzungwa en Tanzania. Está amenazado por la pérdida de su hábitat.